# En passant

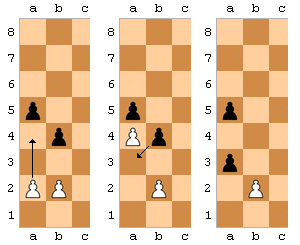
Captura en passant

En passant (francês: [ɑ̃ paˈsɑ̃], "passando") é uma lei do jogo de xadrez que permite uma exceção da captura do peão. No avanço de duas casas do peão, caso haja um peão adversário na coluna adjacente e na mesma fileira, este pode capturar o peão movido como se tivesse havido um avanço de somente uma casa. A captura en passant deve ser feita imediatamente após o peão ter avançado duas casas, portanto, o jogador pode decidir não fazer a captura perdendo o direito de fazê-la posteriormente. Como qualquer outro movimento, se a captura en passant for forçada, isto é, se for o único movimento restante, deverá ser feita. 
Este tipo de captura especial foi adotado em conjunto com a regra que permite que os peões avancem duas casas no seu primeiro movimento. A regra evita que um peão passe ao lado de outro sem ser capturado.

## História

Exemplo com avanço de duas casas do peão

A permissão da captura en passant foi uma das principais regras alteradas no xadrez entre os séculos XII e XV, junto com a introdução do avanço por duas casas do peão no primeiro movimento, o roque e os movimentos da Dama e Bispo.  O espanhol Ruy López de Segura cita a regra em seu livro Libro de la Invención Liberal y Arte del Juego del Axedrez de 1561. Na maioria dos lugares a regra en passant foi adotada em conjunto com o avanço do peão por duas casas mas somente universalmente aceita por volta de 1880, com a adoção das regras italianas. A motivação para criar a captura en passant era evitar que os peões, através do novo movimento de avanço por duas casas, escapassem da captura de um peão adversário.

## A regra
Suponha um peão branco em d5, um peão avançado, portanto. Se as pretas jogarem o peão de e7 para e5 (avançando duas casas no primeiro lance do peão), as brancas tem permissão para capturar este peão, colocando seu próprio peão de d5 em e6, e anotando uma captura (e.p.) (abreviatura para en passant). Se, no lugar de ter jogado e5, as pretas tivessem jogado c5, com o peão também saindo de sua posição inicial em c7, o peão das brancas também poderia capturar en passant.
A captura en passant é admitida somente imediatamente ao avanço de duas casas do peão adversário, ou seja, se o peão que avançou duas casas de uma vez não for tomado no próximo lance, a tomada en passant deste peão não mais poderá ser realizada, ou seja, a captura en passant não pode ser adiada para os lances subseqüentes. É o único movimento onde a peça que captura não ocupa a casa do tabuleiro da peça capturada.:463
|   | a                                                                                 | b                                                                                 | c                                                                                 | d                                                                                 | e                                                                                 | f                                                                                 | g                                                                                 | h                                                                                 |   |
| 8 | c7 preto peão · e7 preto peão · e6 black cross · d5 branco peão · e5 black circle | c7 preto peão · e7 preto peão · e6 black cross · d5 branco peão · e5 black circle | c7 preto peão · e7 preto peão · e6 black cross · d5 branco peão · e5 black circle | c7 preto peão · e7 preto peão · e6 black cross · d5 branco peão · e5 black circle | c7 preto peão · e7 preto peão · e6 black cross · d5 branco peão · e5 black circle | c7 preto peão · e7 preto peão · e6 black cross · d5 branco peão · e5 black circle | c7 preto peão · e7 preto peão · e6 black cross · d5 branco peão · e5 black circle | c7 preto peão · e7 preto peão · e6 black cross · d5 branco peão · e5 black circle | 8 |
| 7 | c7 preto peão · e7 preto peão · e6 black cross · d5 branco peão · e5 black circle | c7 preto peão · e7 preto peão · e6 black cross · d5 branco peão · e5 black circle | c7 preto peão · e7 preto peão · e6 black cross · d5 branco peão · e5 black circle | c7 preto peão · e7 preto peão · e6 black cross · d5 branco peão · e5 black circle | c7 preto peão · e7 preto peão · e6 black cross · d5 branco peão · e5 black circle | c7 preto peão · e7 preto peão · e6 black cross · d5 branco peão · e5 black circle | c7 preto peão · e7 preto peão · e6 black cross · d5 branco peão · e5 black circle | c7 preto peão · e7 preto peão · e6 black cross · d5 branco peão · e5 black circle | 7 |
| 6 | c7 preto peão · e7 preto peão · e6 black cross · d5 branco peão · e5 black circle | c7 preto peão · e7 preto peão · e6 black cross · d5 branco peão · e5 black circle | c7 preto peão · e7 preto peão · e6 black cross · d5 branco peão · e5 black circle | c7 preto peão · e7 preto peão · e6 black cross · d5 branco peão · e5 black circle | c7 preto peão · e7 preto peão · e6 black cross · d5 branco peão · e5 black circle | c7 preto peão · e7 preto peão · e6 black cross · d5 branco peão · e5 black circle | c7 preto peão · e7 preto peão · e6 black cross · d5 branco peão · e5 black circle | c7 preto peão · e7 preto peão · e6 black cross · d5 branco peão · e5 black circle | 6 |
| 5 | c7 preto peão · e7 preto peão · e6 black cross · d5 branco peão · e5 black circle | c7 preto peão · e7 preto peão · e6 black cross · d5 branco peão · e5 black circle | c7 preto peão · e7 preto peão · e6 black cross · d5 branco peão · e5 black circle | c7 preto peão · e7 preto peão · e6 black cross · d5 branco peão · e5 black circle | c7 preto peão · e7 preto peão · e6 black cross · d5 branco peão · e5 black circle | c7 preto peão · e7 preto peão · e6 black cross · d5 branco peão · e5 black circle | c7 preto peão · e7 preto peão · e6 black cross · d5 branco peão · e5 black circle | c7 preto peão · e7 preto peão · e6 black cross · d5 branco peão · e5 black circle | 5 |
| 4 | c7 preto peão · e7 preto peão · e6 black cross · d5 branco peão · e5 black circle | c7 preto peão · e7 preto peão · e6 black cross · d5 branco peão · e5 black circle | c7 preto peão · e7 preto peão · e6 black cross · d5 branco peão · e5 black circle | c7 preto peão · e7 preto peão · e6 black cross · d5 branco peão · e5 black circle | c7 preto peão · e7 preto peão · e6 black cross · d5 branco peão · e5 black circle | c7 preto peão · e7 preto peão · e6 black cross · d5 branco peão · e5 black circle | c7 preto peão · e7 preto peão · e6 black cross · d5 branco peão · e5 black circle | c7 preto peão · e7 preto peão · e6 black cross · d5 branco peão · e5 black circle | 4 |
| 3 | c7 preto peão · e7 preto peão · e6 black cross · d5 branco peão · e5 black circle | c7 preto peão · e7 preto peão · e6 black cross · d5 branco peão · e5 black circle | c7 preto peão · e7 preto peão · e6 black cross · d5 branco peão · e5 black circle | c7 preto peão · e7 preto peão · e6 black cross · d5 branco peão · e5 black circle | c7 preto peão · e7 preto peão · e6 black cross · d5 branco peão · e5 black circle | c7 preto peão · e7 preto peão · e6 black cross · d5 branco peão · e5 black circle | c7 preto peão · e7 preto peão · e6 black cross · d5 branco peão · e5 black circle | c7 preto peão · e7 preto peão · e6 black cross · d5 branco peão · e5 black circle | 3 |
| 2 | c7 preto peão · e7 preto peão · e6 black cross · d5 branco peão · e5 black circle | c7 preto peão · e7 preto peão · e6 black cross · d5 branco peão · e5 black circle | c7 preto peão · e7 preto peão · e6 black cross · d5 branco peão · e5 black circle | c7 preto peão · e7 preto peão · e6 black cross · d5 branco peão · e5 black circle | c7 preto peão · e7 preto peão · e6 black cross · d5 branco peão · e5 black circle | c7 preto peão · e7 preto peão · e6 black cross · d5 branco peão · e5 black circle | c7 preto peão · e7 preto peão · e6 black cross · d5 branco peão · e5 black circle | c7 preto peão · e7 preto peão · e6 black cross · d5 branco peão · e5 black circle | 2 |
| 1 | c7 preto peão · e7 preto peão · e6 black cross · d5 branco peão · e5 black circle | c7 preto peão · e7 preto peão · e6 black cross · d5 branco peão · e5 black circle | c7 preto peão · e7 preto peão · e6 black cross · d5 branco peão · e5 black circle | c7 preto peão · e7 preto peão · e6 black cross · d5 branco peão · e5 black circle | c7 preto peão · e7 preto peão · e6 black cross · d5 branco peão · e5 black circle | c7 preto peão · e7 preto peão · e6 black cross · d5 branco peão · e5 black circle | c7 preto peão · e7 preto peão · e6 black cross · d5 branco peão · e5 black circle | c7 preto peão · e7 preto peão · e6 black cross · d5 branco peão · e5 black circle | 1 |
|   | a                                                                                 | b                                                                                 | c                                                                                 | d                                                                                 | e                                                                                 | f                                                                                 | g                                                                                 | h                                                                                 |   |

|   | a                                                               | b                                                               | c                                                               | d                                                               | e                                                               | f                                                               | g                                                               | h                                                               |   |
| 8 | c7 preto peão · e6 black cross · d5 branco peão · e5 preto peão | c7 preto peão · e6 black cross · d5 branco peão · e5 preto peão | c7 preto peão · e6 black cross · d5 branco peão · e5 preto peão | c7 preto peão · e6 black cross · d5 branco peão · e5 preto peão | c7 preto peão · e6 black cross · d5 branco peão · e5 preto peão | c7 preto peão · e6 black cross · d5 branco peão · e5 preto peão | c7 preto peão · e6 black cross · d5 branco peão · e5 preto peão | c7 preto peão · e6 black cross · d5 branco peão · e5 preto peão | 8 |
| 7 | c7 preto peão · e6 black cross · d5 branco peão · e5 preto peão | c7 preto peão · e6 black cross · d5 branco peão · e5 preto peão | c7 preto peão · e6 black cross · d5 branco peão · e5 preto peão | c7 preto peão · e6 black cross · d5 branco peão · e5 preto peão | c7 preto peão · e6 black cross · d5 branco peão · e5 preto peão | c7 preto peão · e6 black cross · d5 branco peão · e5 preto peão | c7 preto peão · e6 black cross · d5 branco peão · e5 preto peão | c7 preto peão · e6 black cross · d5 branco peão · e5 preto peão | 7 |
| 6 | c7 preto peão · e6 black cross · d5 branco peão · e5 preto peão | c7 preto peão · e6 black cross · d5 branco peão · e5 preto peão | c7 preto peão · e6 black cross · d5 branco peão · e5 preto peão | c7 preto peão · e6 black cross · d5 branco peão · e5 preto peão | c7 preto peão · e6 black cross · d5 branco peão · e5 preto peão | c7 preto peão · e6 black cross · d5 branco peão · e5 preto peão | c7 preto peão · e6 black cross · d5 branco peão · e5 preto peão | c7 preto peão · e6 black cross · d5 branco peão · e5 preto peão | 6 |
| 5 | c7 preto peão · e6 black cross · d5 branco peão · e5 preto peão | c7 preto peão · e6 black cross · d5 branco peão · e5 preto peão | c7 preto peão · e6 black cross · d5 branco peão · e5 preto peão | c7 preto peão · e6 black cross · d5 branco peão · e5 preto peão | c7 preto peão · e6 black cross · d5 branco peão · e5 preto peão | c7 preto peão · e6 black cross · d5 branco peão · e5 preto peão | c7 preto peão · e6 black cross · d5 branco peão · e5 preto peão | c7 preto peão · e6 black cross · d5 branco peão · e5 preto peão | 5 |
| 4 | c7 preto peão · e6 black cross · d5 branco peão · e5 preto peão | c7 preto peão · e6 black cross · d5 branco peão · e5 preto peão | c7 preto peão · e6 black cross · d5 branco peão · e5 preto peão | c7 preto peão · e6 black cross · d5 branco peão · e5 preto peão | c7 preto peão · e6 black cross · d5 branco peão · e5 preto peão | c7 preto peão · e6 black cross · d5 branco peão · e5 preto peão | c7 preto peão · e6 black cross · d5 branco peão · e5 preto peão | c7 preto peão · e6 black cross · d5 branco peão · e5 preto peão | 4 |
| 3 | c7 preto peão · e6 black cross · d5 branco peão · e5 preto peão | c7 preto peão · e6 black cross · d5 branco peão · e5 preto peão | c7 preto peão · e6 black cross · d5 branco peão · e5 preto peão | c7 preto peão · e6 black cross · d5 branco peão · e5 preto peão | c7 preto peão · e6 black cross · d5 branco peão · e5 preto peão | c7 preto peão · e6 black cross · d5 branco peão · e5 preto peão | c7 preto peão · e6 black cross · d5 branco peão · e5 preto peão | c7 preto peão · e6 black cross · d5 branco peão · e5 preto peão | 3 |
| 2 | c7 preto peão · e6 black cross · d5 branco peão · e5 preto peão | c7 preto peão · e6 black cross · d5 branco peão · e5 preto peão | c7 preto peão · e6 black cross · d5 branco peão · e5 preto peão | c7 preto peão · e6 black cross · d5 branco peão · e5 preto peão | c7 preto peão · e6 black cross · d5 branco peão · e5 preto peão | c7 preto peão · e6 black cross · d5 branco peão · e5 preto peão | c7 preto peão · e6 black cross · d5 branco peão · e5 preto peão | c7 preto peão · e6 black cross · d5 branco peão · e5 preto peão | 2 |
| 1 | c7 preto peão · e6 black cross · d5 branco peão · e5 preto peão | c7 preto peão · e6 black cross · d5 branco peão · e5 preto peão | c7 preto peão · e6 black cross · d5 branco peão · e5 preto peão | c7 preto peão · e6 black cross · d5 branco peão · e5 preto peão | c7 preto peão · e6 black cross · d5 branco peão · e5 preto peão | c7 preto peão · e6 black cross · d5 branco peão · e5 preto peão | c7 preto peão · e6 black cross · d5 branco peão · e5 preto peão | c7 preto peão · e6 black cross · d5 branco peão · e5 preto peão | 1 |
|   | a                                                               | b                                                               | c                                                               | d                                                               | e                                                               | f                                                               | g                                                               | h                                                               |   |

|   | a                              | b                              | c                              | d                              | e                              | f                              | g                              | h                              |   |
| 8 | c7 preto peão · e6 branco peão | c7 preto peão · e6 branco peão | c7 preto peão · e6 branco peão | c7 preto peão · e6 branco peão | c7 preto peão · e6 branco peão | c7 preto peão · e6 branco peão | c7 preto peão · e6 branco peão | c7 preto peão · e6 branco peão | 8 |
| 7 | c7 preto peão · e6 branco peão | c7 preto peão · e6 branco peão | c7 preto peão · e6 branco peão | c7 preto peão · e6 branco peão | c7 preto peão · e6 branco peão | c7 preto peão · e6 branco peão | c7 preto peão · e6 branco peão | c7 preto peão · e6 branco peão | 7 |
| 6 | c7 preto peão · e6 branco peão | c7 preto peão · e6 branco peão | c7 preto peão · e6 branco peão | c7 preto peão · e6 branco peão | c7 preto peão · e6 branco peão | c7 preto peão · e6 branco peão | c7 preto peão · e6 branco peão | c7 preto peão · e6 branco peão | 6 |
| 5 | c7 preto peão · e6 branco peão | c7 preto peão · e6 branco peão | c7 preto peão · e6 branco peão | c7 preto peão · e6 branco peão | c7 preto peão · e6 branco peão | c7 preto peão · e6 branco peão | c7 preto peão · e6 branco peão | c7 preto peão · e6 branco peão | 5 |
| 4 | c7 preto peão · e6 branco peão | c7 preto peão · e6 branco peão | c7 preto peão · e6 branco peão | c7 preto peão · e6 branco peão | c7 preto peão · e6 branco peão | c7 preto peão · e6 branco peão | c7 preto peão · e6 branco peão | c7 preto peão · e6 branco peão | 4 |
| 3 | c7 preto peão · e6 branco peão | c7 preto peão · e6 branco peão | c7 preto peão · e6 branco peão | c7 preto peão · e6 branco peão | c7 preto peão · e6 branco peão | c7 preto peão · e6 branco peão | c7 preto peão · e6 branco peão | c7 preto peão · e6 branco peão | 3 |
| 2 | c7 preto peão · e6 branco peão | c7 preto peão · e6 branco peão | c7 preto peão · e6 branco peão | c7 preto peão · e6 branco peão | c7 preto peão · e6 branco peão | c7 preto peão · e6 branco peão | c7 preto peão · e6 branco peão | c7 preto peão · e6 branco peão | 2 |
| 1 | c7 preto peão · e6 branco peão | c7 preto peão · e6 branco peão | c7 preto peão · e6 branco peão | c7 preto peão · e6 branco peão | c7 preto peão · e6 branco peão | c7 preto peão · e6 branco peão | c7 preto peão · e6 branco peão | c7 preto peão · e6 branco peão | 1 |
|   | a                              | b                              | c                              | d                              | e                              | f                              | g                              | h                              |   |

## Notação
Tanto na notação algébrica de xadrez quando na notação descritiva de xadrez o movimento é  denotado por "e.p." ou similar, mas tal notação não é obrigatória exceto nos problemas de análise retrógada. Na notação algébrica, a captura é escrita como se o peão capturado tivesse avançado somente uma casa, por exemplo, bxa3 (ou bxa3e.p.).

## Repetição de três movimentos e empate por afogamento
|   | a                                                                                                 | b                                                                                                 | c                                                                                                 | d                                                                                                 | e                                                                                                 | f                                                                                                 | g                                                                                                 | h                                                                                                 |   |
| 8 | d8 preto rei · d7 branco peão · d6 branco rei · c4 preto peão · d4 branco peão · c3 branco cavalo | d8 preto rei · d7 branco peão · d6 branco rei · c4 preto peão · d4 branco peão · c3 branco cavalo | d8 preto rei · d7 branco peão · d6 branco rei · c4 preto peão · d4 branco peão · c3 branco cavalo | d8 preto rei · d7 branco peão · d6 branco rei · c4 preto peão · d4 branco peão · c3 branco cavalo | d8 preto rei · d7 branco peão · d6 branco rei · c4 preto peão · d4 branco peão · c3 branco cavalo | d8 preto rei · d7 branco peão · d6 branco rei · c4 preto peão · d4 branco peão · c3 branco cavalo | d8 preto rei · d7 branco peão · d6 branco rei · c4 preto peão · d4 branco peão · c3 branco cavalo | d8 preto rei · d7 branco peão · d6 branco rei · c4 preto peão · d4 branco peão · c3 branco cavalo | 8 |
| 7 | d8 preto rei · d7 branco peão · d6 branco rei · c4 preto peão · d4 branco peão · c3 branco cavalo | d8 preto rei · d7 branco peão · d6 branco rei · c4 preto peão · d4 branco peão · c3 branco cavalo | d8 preto rei · d7 branco peão · d6 branco rei · c4 preto peão · d4 branco peão · c3 branco cavalo | d8 preto rei · d7 branco peão · d6 branco rei · c4 preto peão · d4 branco peão · c3 branco cavalo | d8 preto rei · d7 branco peão · d6 branco rei · c4 preto peão · d4 branco peão · c3 branco cavalo | d8 preto rei · d7 branco peão · d6 branco rei · c4 preto peão · d4 branco peão · c3 branco cavalo | d8 preto rei · d7 branco peão · d6 branco rei · c4 preto peão · d4 branco peão · c3 branco cavalo | d8 preto rei · d7 branco peão · d6 branco rei · c4 preto peão · d4 branco peão · c3 branco cavalo | 7 |
| 6 | d8 preto rei · d7 branco peão · d6 branco rei · c4 preto peão · d4 branco peão · c3 branco cavalo | d8 preto rei · d7 branco peão · d6 branco rei · c4 preto peão · d4 branco peão · c3 branco cavalo | d8 preto rei · d7 branco peão · d6 branco rei · c4 preto peão · d4 branco peão · c3 branco cavalo | d8 preto rei · d7 branco peão · d6 branco rei · c4 preto peão · d4 branco peão · c3 branco cavalo | d8 preto rei · d7 branco peão · d6 branco rei · c4 preto peão · d4 branco peão · c3 branco cavalo | d8 preto rei · d7 branco peão · d6 branco rei · c4 preto peão · d4 branco peão · c3 branco cavalo | d8 preto rei · d7 branco peão · d6 branco rei · c4 preto peão · d4 branco peão · c3 branco cavalo | d8 preto rei · d7 branco peão · d6 branco rei · c4 preto peão · d4 branco peão · c3 branco cavalo | 6 |
| 5 | d8 preto rei · d7 branco peão · d6 branco rei · c4 preto peão · d4 branco peão · c3 branco cavalo | d8 preto rei · d7 branco peão · d6 branco rei · c4 preto peão · d4 branco peão · c3 branco cavalo | d8 preto rei · d7 branco peão · d6 branco rei · c4 preto peão · d4 branco peão · c3 branco cavalo | d8 preto rei · d7 branco peão · d6 branco rei · c4 preto peão · d4 branco peão · c3 branco cavalo | d8 preto rei · d7 branco peão · d6 branco rei · c4 preto peão · d4 branco peão · c3 branco cavalo | d8 preto rei · d7 branco peão · d6 branco rei · c4 preto peão · d4 branco peão · c3 branco cavalo | d8 preto rei · d7 branco peão · d6 branco rei · c4 preto peão · d4 branco peão · c3 branco cavalo | d8 preto rei · d7 branco peão · d6 branco rei · c4 preto peão · d4 branco peão · c3 branco cavalo | 5 |
| 4 | d8 preto rei · d7 branco peão · d6 branco rei · c4 preto peão · d4 branco peão · c3 branco cavalo | d8 preto rei · d7 branco peão · d6 branco rei · c4 preto peão · d4 branco peão · c3 branco cavalo | d8 preto rei · d7 branco peão · d6 branco rei · c4 preto peão · d4 branco peão · c3 branco cavalo | d8 preto rei · d7 branco peão · d6 branco rei · c4 preto peão · d4 branco peão · c3 branco cavalo | d8 preto rei · d7 branco peão · d6 branco rei · c4 preto peão · d4 branco peão · c3 branco cavalo | d8 preto rei · d7 branco peão · d6 branco rei · c4 preto peão · d4 branco peão · c3 branco cavalo | d8 preto rei · d7 branco peão · d6 branco rei · c4 preto peão · d4 branco peão · c3 branco cavalo | d8 preto rei · d7 branco peão · d6 branco rei · c4 preto peão · d4 branco peão · c3 branco cavalo | 4 |
| 3 | d8 preto rei · d7 branco peão · d6 branco rei · c4 preto peão · d4 branco peão · c3 branco cavalo | d8 preto rei · d7 branco peão · d6 branco rei · c4 preto peão · d4 branco peão · c3 branco cavalo | d8 preto rei · d7 branco peão · d6 branco rei · c4 preto peão · d4 branco peão · c3 branco cavalo | d8 preto rei · d7 branco peão · d6 branco rei · c4 preto peão · d4 branco peão · c3 branco cavalo | d8 preto rei · d7 branco peão · d6 branco rei · c4 preto peão · d4 branco peão · c3 branco cavalo | d8 preto rei · d7 branco peão · d6 branco rei · c4 preto peão · d4 branco peão · c3 branco cavalo | d8 preto rei · d7 branco peão · d6 branco rei · c4 preto peão · d4 branco peão · c3 branco cavalo | d8 preto rei · d7 branco peão · d6 branco rei · c4 preto peão · d4 branco peão · c3 branco cavalo | 3 |
| 2 | d8 preto rei · d7 branco peão · d6 branco rei · c4 preto peão · d4 branco peão · c3 branco cavalo | d8 preto rei · d7 branco peão · d6 branco rei · c4 preto peão · d4 branco peão · c3 branco cavalo | d8 preto rei · d7 branco peão · d6 branco rei · c4 preto peão · d4 branco peão · c3 branco cavalo | d8 preto rei · d7 branco peão · d6 branco rei · c4 preto peão · d4 branco peão · c3 branco cavalo | d8 preto rei · d7 branco peão · d6 branco rei · c4 preto peão · d4 branco peão · c3 branco cavalo | d8 preto rei · d7 branco peão · d6 branco rei · c4 preto peão · d4 branco peão · c3 branco cavalo | d8 preto rei · d7 branco peão · d6 branco rei · c4 preto peão · d4 branco peão · c3 branco cavalo | d8 preto rei · d7 branco peão · d6 branco rei · c4 preto peão · d4 branco peão · c3 branco cavalo | 2 |
| 1 | d8 preto rei · d7 branco peão · d6 branco rei · c4 preto peão · d4 branco peão · c3 branco cavalo | d8 preto rei · d7 branco peão · d6 branco rei · c4 preto peão · d4 branco peão · c3 branco cavalo | d8 preto rei · d7 branco peão · d6 branco rei · c4 preto peão · d4 branco peão · c3 branco cavalo | d8 preto rei · d7 branco peão · d6 branco rei · c4 preto peão · d4 branco peão · c3 branco cavalo | d8 preto rei · d7 branco peão · d6 branco rei · c4 preto peão · d4 branco peão · c3 branco cavalo | d8 preto rei · d7 branco peão · d6 branco rei · c4 preto peão · d4 branco peão · c3 branco cavalo | d8 preto rei · d7 branco peão · d6 branco rei · c4 preto peão · d4 branco peão · c3 branco cavalo | d8 preto rei · d7 branco peão · d6 branco rei · c4 preto peão · d4 branco peão · c3 branco cavalo | 1 |
|   | a                                                                                                 | b                                                                                                 | c                                                                                                 | d                                                                                                 | e                                                                                                 | f                                                                                                 | g                                                                                                 | h                                                                                                 |   |

A possibilidade da captura en passant é relevante para invocar o empate por afogamento. Duas posições em que as peças estão todas nas mesmas casas, com o mesmo jogador a mover, são consideradas posições diferentes se havia uma oportunidade de fazer uma captura en passant na primeira posição, e claro a oportunidade não existe na segunda posição.
Em seu livro sobre regras e organização do xadrez, o Árbitro Internacional Kenneth Harkness escreveu que é frequentemente perguntado se uma captura en passant deve ser feita se é o único movimento legal disponível. Este ponto foi debatido no século XIX, com alguns argumentando que o direito de capturar en passant é um "privilégio" que não pode ser obrigatório a exercer. Em seu livro Chess Praxis (1860), Howard Staunton escreveu que a captura é mandatória nestas situações. As regras do xadrez foram atualizadas para deixar isto claro. Na atualidade, está definido que o jogador deve realizar o movimento ou abandonar a partida. O mesmo é verdadeiro se a captura en passant é o único movimento que permite ao jogador sair da situação de xeque.

## Referência bibliográfica
- HOOPER, David & WHYLD, Kenneth (1992). The Oxford Companion to Chess (em inglês) 2ª ed. Inglaterra: Oxford University Press. ISBN 0-19-866164-9

- Golombek, Harry (1977). Golombek's Encyclopedia of chess (em inglês) 1ª ed. São Paulo: Trewin Copplestone Publishing. ISBN 0-517-53146-1